# Liste d'écrivains biélorusses
 (mars 2025).
Cette liste recense les écrivains biélorusses :

## A
- Alès Adamovitch (1927-1994)
- Anton Adamovitch (1909-1998)
- Svetlana Alexievitch (1948-)
- Ouladzimir Arlow (1953-)
- Natallia Arsienieva (1903-1997)

## B
- Maxime Bahdanovitch (1891-1917)
- Frantsichak Bahouchevitch (en) (1840-1900)
- Ryhor Baradouline (1935-2014)
- Franciszek Bohomolec (1720-1784)
- Szymon Budny (1530-1593)
- Faddeï Boulgarine (1789-1859)
- Ianka Bryl (en) (1917-2006)
- Vassil Bykaw (1924-2003)

## D
- Siarhieï Doubaviets (1959-)
- Alès Doudar (de) (1904-1937)
- Vintsent Dounine-Martsinkievitch (en) (1808-1884)

## H
- Alès Haroun (en) (1887-1920)
- Tsichka Hartny (en) (1887-1937)
- Maxime Haretski (en) (1893-1938)
- Laryssa Héniouch (1910-1983)
- Nicolas de Hussow (en) (1480-1533)

## J
- Ouladzimir Jylka (1900-1933)

## K
- Kastous Kalinowski (1838-1864)
- Ouladzimir Karatkievitch (1930-1984)
- Iakoub Kolas (1882-1956)
- Ianka Koupala (pseudonyme d'Ivan Loutsévitch) (1882-1942)
- Kandrat Krapiva (1896-1991)

## L
- Vatslaw Lastowski (1883-1938)
- Ivan Loutsévitch (1882-1942)

## M
- Ianka Mawr (1883-1971)
- Evgeny Morozov (1984-, usa)

## N
- Ouladzimir Niakliaïew (1946-)

## O
- Napoleon Orda (1807-1883)

## P
- Zianon Pazniak (1944-)
- Alès Proudnikaw (en) (1910-1941)
- Pavel Proudnikaw (en) (1911-2000)

## R
- Alès Razanaw (de) (1947-2021)

## S
- Lew Sapieha (1557-1633)
- Siméon de Polotsk (1629-1680)
- Francysk Skaryna (1486-1541)
- Anatol Sys (1959-2005)

## T
- Maxime Tank (en) (1912-1995)
- Kouzma Tchorny (1900-1944)
- Cyrille de Tourov (1130-1182)

## V
- Vassil Vitka (1911-1996)
- Vital Volski (1965-)